# Lloyd Langlois
Lloyd Langlois (Sherbrooke, 11 de noviembre de 1962) es un deportista canadiense que compitió en esquí acrobático, especialista en la prueba de salto aéreo.
Participó en los Juegos Olímpicos de Lillehammer 1994, obteniendo una medalla de bronce en el salto aéreo.
Ganó dos medallas de oro en el Campeonato Mundial de Esquí Acrobático, en los años 1986 y 1989.

## Medallero internacional
| Juegos Olímpicos   | Juegos Olímpicos      | Juegos Olímpicos  | Juegos Olímpicos |
| Año                | Lugar                 | Medalla           | Prueba           |
| ------------------ | --------------------- | ----------------- | ---------------- |
| 1994               | Lillehammer (Noruega) | Medalla de bronce | Salto aéreo      |
| Campeonato Mundial |                       |                   |                  |
| Año                | Lugar                 | Medalla           | Prueba           |
| 1986               | Tignes (Francia)      | Medalla de oro    | Salto aéreo      |
| 1989               | Oberjoch (RFA)        | Medalla de oro    | Salto aéreo      |